# Andrea Mandorlini
Andrea Mandorlini (n. 17 iulie 1960, Ravenna, Italia) este un fotbalist italian retras din activitate, care a jucat pe post de fundaș la echipe ca Inter Milano, Ascoli și Udinese. Pe plan internațional, are prezențe la națională pentru Italia U21⁠(d). După încheierea carierei, a devenit antrenor, și a antrenat, printre altele, Hellas Verona, Spezia și Padova.

## Cariera de jucător
A ocupat postul de fundaș, iar cele mai importante echipe la care a evoluat au fost Atalanta Bergamo, Internazionale Milano și Udinese Calcio. Cele mai mari satisfacții din cariera sa le-a avut la Inter, alături de care a reușit să câștige trofee importante. Are o singură selecție pentru naționala U-21 a Italiei.

## Titluri ca jucător
| Sezon     | Club         | Titlu             |
| --------- | ------------ | ----------------- |
| 1988-1989 | Inter Milano | Serie A           |
| 1989      | Inter Milano | Supercupa Italiei |
| 1990-1991 | Inter Milano | Cupa UEFA         |

## Cariera de antrenor
Ca antrenor, a început la Manzanese în Serie D, iar primul mare succes l-a avut cu Spezia Calcio, în perioada 1999 - 2002, pe care a dus-o din Serie C2 în Serie B. După doi ani, a promovat-o pe Atalanta Bergamo în Serie A, echipă pe care a antrenat-o câteva meciuri și în prima ligă italiană. În vara lui 2007 a revenit în Serie A, pe banca Sienei, grupare care l-a demis după 12 etape, din pricina unui eșec pe teren propriu cu AS Livorno (2-3). Înainte să ajungă la CFR Cluj, a antrenat pe US Sassuolo Calcio, dar a ratat promovarea în Serie A și a fost demis.
În perioada 14 noiembrie 2009 - 11 septembrie 2010 a pregătit echipa din România, CFR 1907 Cluj. La CFR Cluj a câștigat toate cele trei trofee puse în joc în România în sezonul 2009-2010: Campionatul, Cupa României și Supercupa României.

## Titluri ca antrenor
| Sezon     | Club           | Titlu              |
| --------- | -------------- | ------------------ |
| 1995-1996 | Ravenna Calcio | Serie C1           |
| 1999-2000 | Spezia Calcio  | Serie C2           |
| 2009-10   | CFR 1907 Cluj  | Liga I             |
| 2009-10   | CFR 1907 Cluj  | Cupa României      |
| 2009-10   | CFR 1907 Cluj  | Supercupa României |